# Massimiliano di Celeia
Massimiliano di Celeia, o Massimiliano di Lorch o di Pongau (Celeia, III secolo – 12 ottobre 288), è stato un vescovo romano, considerato l'apostolo della provincia romana del Norico. Egli fu martirizzato nel 288 (o nel 284) e la Chiesa cattolica lo venera come santo.

## Biografia
La vita di Massimiliano è avvolta dalla leggenda e solo nel XIV secolo fu redatta una Vita Maximiliani che ricostruiva fatti storici e credenze popolari intorno a un personaggio che i fedeli consideravano santo da secoli.
Massimiliano sarebbe nato a Celeia nella provincia romana della Pannonia (nell'attuale Slovenia). Da adulto avrebbe fatto un pellegrinaggio a Roma: papa Sisto II lo avrebbe mandato a Lorch nella provincia romana del Norico. Qui lavorò come missionario nella seconda metà del III secolo e fondò l'Arcidiocesi di Lauriaco di cui fu il primo vescovo. 
Massimiliano sarebbe stato decapitato dal Prefetto romano dell'imperatore Numeriano dopo aver rifiutato di abbandonare il cristianesimo e sacrificare agli dei pagani. 

## Culto
Egli è ricordato il 12 ottobre (e in alcune località il 29 ottobre). 
Martirologio Romano: "Nel territorio dell'odierna Austria, san Massimiliano, che si ritiene sia stato vescovo di Lorch". 
Il suo culto risale almeno dall'VIII secolo, quando san Ruperto costruì una chiesa in suo onore a Bischofshofen nella valle di Salzach, e ha portato le sue reliquie lì. In seguito sono state trasferite a Passavia nel 985.